# Alaska (1989)
Alaska is een Nederlandse film uit 1989 van Mike van Diem. Het is zijn eindexamenfilm aan de Nederlandse Film en Televisie Academie.
De film werd in 1989 bekroond met een Gouden Kalf voor beste korte film en won een jaar later de 'Student Acadamy Award' in Los Angeles. In 2021 werd de film gerestaureerd door Eye Filmmuseum en vertoond in een nieuwe 35mm-kopie. 

## Plot
De film is een korte psychologische thriller, verteld vanuit drie perspectieven. Een slager lijkt een relatie te hebben met de vrouw van zijn baas. Ze maken een plan om het land te verlaten, maar op het vliegveld wacht zij tevergeefs op hem. Langzaam maar zeker raken de drie verwikkeld in een web van verraad, jaloezie en wraak.

## Cast
| Acteur       | Personage                      |
| ------------ | ------------------------------ |
| Man          | Willem Nijholt                 |
| Vrouw        | Maeve van der Steen            |
| Mario        | Coen van Vrijberghe de Coningh |
| Carlos       | Mauricio Rubeninstein          |
| Miquel       | Mingoes Krouwel                |
| Drogist      | Ab van Leperen                 |
| Winkelmeisje | Esther Drente                  |
| Arbeider     | Frank Ketelaar                 |
| Moeder       | Perla Valencia                 |
| Vriendje     | Leroy Veltman                  |
| Honden       | Alaska Malamuts Taluk en Ayuk  |

## Crew
| Functie             | Naam                           |
| ------------------- | ------------------------------ |
| Fotografie          | Rogier Stoffels                |
| Camera-assistent    | Erik de Goederen               |
| Licht               | Marcel Prins                   |
|                     | Lourens Hessels                |
|                     | Onno van der Wal               |
|                     | John van Lent                  |
|                     | Nina de Costa                  |
|                     | Joost van Gelder               |
| Grip                | Marlou van der Berge           |
| Productieleiding    | Els Vandevorst                 |
|                     | Simone de Vries                |
|                     | Edlef Heeling                  |
| Regie-assistent     | Bart Reddingius                |
| Opnameleiding       | Anet van Barneveld             |
| Script/continuïteit | Moniek van de Kaaden           |
| Coach               | Jean van de Velde              |
| Boomoperator        | Julian de Keyser               |
| Re-recording        | Pepijn Aben                    |
| Mixage              | Peter Warnier                  |
|                     | Maarten Treurniet              |
|                     | Frank Ketelaar                 |
| Muziek              | Coen van Vrijberghe de Coningh |
|                     | Nico Jan van der Lek           |
| Art direction       | Marian Batavier                |
| Decors              | Martin Zijlema                 |
|                     | Piet Pols                      |
| Props               | Clara van den Bosch            |

## Trivia
- Tijdens de productie kwam de film in financiële problemen. Van Diem heeft toen een brief geschreven naar First Floor Features. Dick Maas las vervolgens het scenario en maakte een geldbedrag over om een deel van de film te financieren. Uiteindelijk werd Van Diem door het productiebedrijf aangenomen als scenarioschrijver.[2] Van Vrijberghe de Coningh werd door zijn rol in Alaska uiteindelijk gevraagd om auditie te doen voor de rol van Johnnie Flodder in de door First Floor Features geproduceerde televisieserie Flodder.
- De film is opgenomen in de dvd-box Kalverliefde Box 2 - Gouden Kalfwinnaars Beste Korte Film 1981 - 2004.